# Церква Покрови Пресвятої Богородиці (Гримайлів)
Церква Покрови Пресвятої Богородиці в Гримайлові — парафія і храм греко-католицької та православної громад у смт Гримайлів Чортківського району Тернопільської области. Пам'ятка архітектури місцевого значення (охоронний номер 1862).

## Історія церкви
Перша згадка про Гримайлів датується 1600 роком. Тоді в селі було дві церкви: Святої Параскеви та дерев'яна церква Покрови Пресвятої Богородиці. Остання згоріла у 1804 році, а на її місці збудували нову, кам'яну, яку завершили у 1806 році, а згодом добудували притвор.
Під час Першої світової війни храм був частково зруйнований, але у 1920 році його відновили за кошти парафіян. У 1928 році професор Павло Ковжун розписав стіни храму в старовізантійському стилі. У 1946 році парафія і церква перейшли в підпорядкування РПЦ.
У 1991 році громада поділилася на парафію УГКЦ і УАПЦ (нині ПЦУ). За рішенням суду, зараз у храмі проводяться почергові богослужіння обох громад.
У 1992 році відбулася Свята Місія, яку провів владика УГКЦ Михаїл Гринчишин. У 2004 році тернопільські художники Василь Митрога та Михайло Дирбавка наново розписали храм, і 10 жовтня 2004 року його освятили священники обох парафій Валерій Пашко і Степан Боднар. У 2012 році відремонтували дах храму.
При греко-католицькій парафії діють: братство «Матері Божої Неустанної Помочі», спільноти «Матері в молитві» та «Сім'ї Найсвятішого Серця Ісусового», УМХ, Вівтарна дружина.

## Парохи
УГКЦ
- о. Олександр Ганкевич (1882—1892),
- о. Євген Купчинський (1892—1896),
- о. Корнелій Малишевський (1896—1918),
- о. Мисаїл Гайдукевич (1918—1924),
- о. Петро Процик (1924—1939),
- о. Іван Козій (1991—1996),
- о. Степан Боднар (з 1996).

ПЦУ
- о. Михайло Рудковський,
- о. Андрій Бойко,
- оо. Боднар та Валерій Пашко,
- о. Валерій Пашко.